# Komarna
Komarna je naselje u Republici Hrvatskoj, u sastavu Općine Slivno, Dubrovačko-neretvanska županija. 
U neposrednoj blizini naselja je i najmlađe hrvatsko vinogorje koje službeno postoji od 2013. godine.

## Stanovništvo
Prema popisu stanovništva iz 2001. godine, naselje je imalo 126 stanovnika te 50 obiteljskih kućanstava. Po popisu iz 2011. u Komarni je 167 stanovnika.
| broj stanovnika |       |       | 16    | 30    | 30    | 30    |       |       | 37    | 41    | 40    | 32    | 20    | 42    | 126   | 167   | 412   |
|                 | 1857. | 1869. | 1880. | 1890. | 1900. | 1910. | 1921. | 1931. | 1948. | 1953. | 1961. | 1971. | 1981. | 1991. | 2001. | 2011. | 2021. |